# Hemhof
Hemhof ist ein Gemeindeteil des Marktes Bad Endorf (Regierungsbezirk Oberbayern, Bayern). Bis 1978 war Hemhof eine Gemeinde.

## Geographie
Hemhof liegt im Alpenvorland. Die Landschaft wurde durch die letzten Eiszeiten geprägt. Eine wichtige Rolle spielte der Chiemseegletscher, an dessen westlichem Rand Hemhof liegt. Im Osten des Ortes erstreckt sich die Eiszerfallslandschaft der Eggstätt-Hemhofer Seenplatte.
Der Ort befindet sich gut 60 km südöstlich von München, rund 3 km nordwestlich des Chiemsees und etwa 50 km westlich von Salzburg. Der Gemeindesitz Bad Endorf liegt gut 3 km im Westen.
Am Ort vorbei führt die Staatsstraße von Traunstein nach Rosenheim. Durch Hemhof verläuft eine Kreisstraße nach Höslwang. Hemhof wird vom Bad Endorfer Ortsbus und dem Regionalverkehr-Oberbayern-Bus angefahren.
In Hemhof gibt es mehrere Handwerksbetriebe und Praxen, jedoch keinen Einzelhandel.

## Geschichte

### Frühgeschichte
Etwas nördlich von Hemhof durchquerte die Römerstraße von Salzburg nach Augsburg, die Via Julia, die Eggstätt-Hemhofer Seenplatte. Für die Umgebung des Ortes sind mehrere römische Fundstücke belegt.

### Mittelalter
Vermutlich entstanden im 10. Jahrhundert auf Halbinseln im Langbürgner See östlich von Hemhof erste Burganlagen auf Geheiß eines Hadamar.
Die erste urkundliche Erwähnung von Hemhof war 1150 als „Hemmenhoven“.
Eine Burg Hartmannsberg wurde 1160 erstmals urkundlich erwähnt (Burgställe Zickenburg und Zinnenburg). In dieser Zeit verwalteten die Grafen von Falkenstein-Neuburg von dort aus unter anderem die Vogtei über das Augustinerchorherrnstift Herrenchiemsee. Im Codex Falkensteinensis, einer berühmten Handschrift aus dem Jahr 1166, gibt es eine stilisierte Zeichnung der Burg. Diese Darstellung befindet sich noch in vereinfachter Form im Wappen des Bad Endorfer Gemeindeteils Hemhof.
Im 13. Jahrhundert starb die Familie der Grafen von Falkenstein-Neuburg aus. An ihre Stelle traten in Hartmannsberg die Wittelsbacher und im 14. Jahrhundert die Freiherrn von Pienzenau.
Viele Güter in Hemhof gehörten zu der geschlossenen Hofmark Hartmannsberg.

### Neuzeit
Nach dem Ende der Pienzenauer auf Schloss Hartmannsberg wechselten die Besitzer des Schlosses seit dem 18. Jahrhundert mehrmals.
Ab 1818 war Hemhof eine zunächst zum Landgericht Trostberg, dann zum Landgericht Prien gehörende Gemeinde. Der Gemeindebereich umfasste die Dörfer
- Bach,
- Batterberg,
- Daumberg,
- Gaben,
- Hartmannsberg,
- Hemhof,
- Lemberg,
- Pelham,
- Rankham,
- Schlicht,
- Stephanskirchen und
- Thal.

Der Bau der Eisenbahnstrecke von München nach Salzburg mit dem Bahnhof in Bad Endorf veränderte das Verhältnis zwischen Endorf und Hemhof. Während bisher Hemhof bedeutender war, erfuhr danach Endorf eine rasante Entwicklung. Zunächst bestanden in Hemhof viele Handwerks- und Gewerbebetriebe fort. In den letzten Jahrzehnten nahm ihre Zahl jedoch ab.
Im Zuge der Gebietsreform wurde die Gemeinde Hemhof mit den zugehörigen Dörfern 1978 Bad Endorf zugeschlagen.

## Politik
Der letzte Bürgermeister von Hemhof war Georg Linner. Er übte das Amt von 1962 bis 1978 nebenberuflich aus. Die Verwaltungstätigkeiten wurden in einer kleinen Gemeindeschreiberei erledigt.
Bei der bayerischen Landtagswahl 2013 erreichte die CSU im Bereich der ehemaligen Gemeinde Hemhof 51,6 % der Gesamtstimmen, die SPD 12,9 %, die Freien Wähler 7,5 %, Bündnis 90/Die Grünen 13,1 %, und die ÖDP 4,8 %. Die übrigen Parteien blieben unter 4 %. Gegenüber dem bayernweiten Ergebnis der Wahl schnitten dort demnach die CSU, die Grünen und die ÖDP deutlich besser, die SPD und die Freien Wähler hingegen deutlich schlechter ab.

## Kultur und Sehenswürdigkeiten

### Kultur
Zu Beginn des 20. Jahrhunderts gab es bei Hemhof mehrere Jahre eine Malerkolonie, der unter anderem Leo Putz angehörte.
In der Kleinkunstbühne Kramerwirt" (auch als der „Hubbi“ bekannt) treten seit mehr als 30 Jahren Kabarettisten und Bands verschiedener Genres auf.
In Hemhof gibt es regelmäßig Wirtshaussingen und ein reges Vereinsleben (Freiwillige Feuerwehr, Theaterverein, zwei Schützenvereine, Veteranenverein, Katholischer Frauenbund, Obst- und Gartenbauverein, Oldtimerverein).

### Sehenswürdigkeiten
Östlich von Hemhof befindet sich das Schloss Hartmannsberg, ursprünglich ein Bau aus dem 17. Jahrhundert. Das Schloss ist heute im Besitz des Landkreises Rosenheim und wird unter anderem für Ausstellungen und Konzerte genutzt.
Nördlich von Hemhof liegt Stephanskirchen mit der neugotischen Kirche St. Rupertus und Laurentius und einem sehenswerten ehemaligen Gasthof samt Bundwerkstadel. In Hemhof selbst gibt es keine Kirche.
Hemhof nahm mehrfach an dem Wettbewerb Unser Dorf soll schöner werden teil. Unter der Federführung des örtlichen Obst- und Gartenbauvereins errang Hemhof 1984 eine Bronzemedaille beim Bezirkswettbewerb und 1985 beim Landeswettbewerb.
Landschaftlich besonders reizvoll ist die Eggstätt-Hemhofer Seenplatte mit ihren 18 Seen, Wasserläufen, moorigen Bereichen und Wäldern. Die Seenplatte ist das älteste Naturschutzgebiet Bayerns.

## Persönlichkeiten

### Söhne und Töchter
- Hans Rotter (1932–2014), Moraltheologe
- Peter Stockmeier (1925–1988), Kirchenhistoriker

### Personen mit Bezug zu Hemhof
- Leo Putz (1869–1940), Maler, verbrachte zwischen 1909 und 1914 die Sommermonate bei Hemhof.
- Josef Thorak (1889–1952), Bildhauer, mehrere Jahre Eigentümer des Schlosses Hartmannsberg.